# دوماشوویتسه (استان اوپوله)
دوماشوویتسه (به لهستانی:  Domaszowice) یک روستا در لهستان است که در گمینا دوماشوویتسه واقع شده‌است. دوماشوویتسه ۱٬۱۰۰ نفر جمعیت دارد.